# Anastassija Lebid
Anastassija Jurijiwna Lebid (ukrainisch Анастасія Юріївна Лебідь, engl. Transkription Anastasiya Lebid; * 30. Oktober 1993 in Dnipropetrowsk) ist eine ukrainische Leichtathletin, die sich auf den 400-Meter-Lauf und den 400-Meter-Hürdenlauf spezialisiert hat.

## Sportliche Laufbahn
Erstmals bei einer internationalen Meisterschaft, trat Anastassija Lebid bei den Junioreneuropameisterschaften in Tallinn über 400 m Hürden an und schied dort in der Vorrunde aus. 2012 gelangte sie bis in das Halbfinale der Juniorenweltmeisterschaften in Barcelona. 2013 gewann sie bei den U23-Europameisterschaften die Bronzemedaille in ihrer Spezialdisziplin und belegte mit der ukrainischen Staffel den vierten Platz. Zwei Jahre später gelangte sie erneut in das Finale der U23-Europameisterschaften in Tallinn, belegte diesmal aber nur den siebten Platz. 2016 war sie Teil der Staffel für die Hallenweltmeisterschaften in Portland, bei denen die Ukraine auf Platz fünf einlief.

## Persönliche Bestzeiten
- 400 m: 54,93 s, 27. Mai 2012 in Jalta
  - Halle: 55,35 s, 25. Februar 2016 in Sumy
- 400 m Hürden: 56,91 s, 6. Juni 2013 in Jalta